# 杉崎聡紀
杉崎 聡紀（すぎざき あきのり、1978年 - ）は、「レジャーコンダクター」を名乗る、日本のテーマパーク専門家。元ユニバーサル・スタジオ・ジャパンの運営会社である合同会社ユー・エス・ジェイの社員。妹は声優の杉崎りょうこ。

## 来歴
1978年1月、神奈川県相模原市生まれ。中学生の時に『東京ディズニーランド驚異の経営マジック』を読み、「テーマパークのお兄さん」を目指すことを決意する。
2000年、多摩大学経営情報学部卒業。同年、ユニバーサル・スタジオ・ジャパンを運営する合同会社ユー・エス・ジェイ に新卒1期生として入社し、19年間勤務する。
2019年に退職・独立し、レジャーコンダクターとして講師、研修講師の活動を開始した。テーマパーク・レジャー業界の魅力を講演やテーマパークを研究するツアー（U研）を通して発信しており、テレビ出演も行っている。
2021年、株式会社スマイルガーディアンと共同で開発した、遊園地の再建をテーマにした学校教育・企業研修向け経営シミュレーションゲーム「アッパーランド」をリリースした。
2022年、和歌山大学大学院観光学研究科博士前期課程に進学。
2023年4月より、大阪国際大学・大阪国際大学短期大学部の客員講師を務める。

## 人物
- 大学時代はディズニーストアでキャストとしてアルバイトをしていた[2]。アルバイト時代に現在ではディズニー博士として知られる加賀屋克美と出会い、 2021年には10回目となる共同での講演会開催を行った[9]。

- 2021年8月にテレビ放送された東大王では、蝶ネクタイをしている姿や話し方からヒロミに「遊園地芸人」と命名される[10]。

## レジャーコンダクター
レジャーコンダクターとは、「レジャー全般を知っているレジャーのことならこの人に聞けば大丈夫」「あまり上下関係がなくて　なんでも知っている物知りな人」という肩書がなかったことから作り、2020年に杉崎聡紀によって、商標登録されている。

## 著書
- 『テーマパーク・アミューズメント事業　知っておきたい最新トレンドと成功の秘訣』（清水群との共著）